# Intensificador de imagem
Um intensificador de imagem ou tubo intensificador de imagem é um tubo de vácuo, sendo um dispositivo para aumentar a intensidade da luz disponível em um sistema óptico para permitir o uso sob pouca luz condições, como à noite, para facilitar a geração de imagens visuais de processos de pouca luz, como fluorescência de materiais em raios-Xs ou raios gamas (intensificador de imagem de raios-X) , ou para conversão de fontes de luz não visíveis, como infravermelho próximo infravermelho ou infravermelho de onda curta para visível. Eles operam convertendo fótons de luz em elétrons, amplificando os elétrons (geralmente com uma placa de microcanais) e, em seguida, convertendo os elétrons amplificados de volta em fótons para visualização. Eles são usados em dispositivos como óculos de visão noturna.

## Introdução
Os tubos intensificadores de imagem (IITs) são aparatos optoeletrônicos que permitem que muitos equipamentos, como dispositivos de visão noturnas e imagens médicas, funcionem. Eles convertem baixos níveis de luz de vários comprimentos de onda em quantidades visíveis de luz em um único comprimento de onda.

## Operação

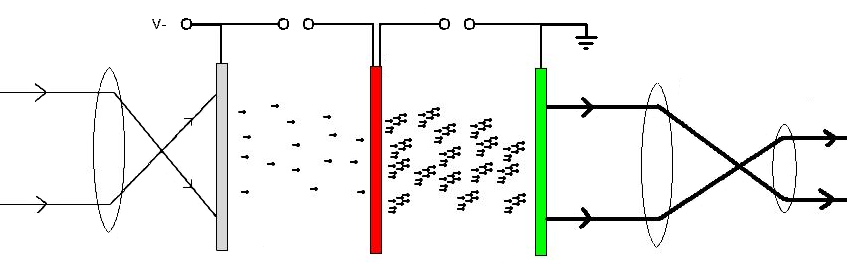
Fótons de uma fonte de baixa luz entram na lente objetiva (à esquerda) e atingem o fotocátodo (placa cinza). O fotocátodo (que é negativamente polarizado) libera elétrons que são acelerados para a placa de microcanal de alta voltagem (vermelho). Cada elétron faz com que vários elétrons sejam liberados da placa de microcanal. Os elétrons são atraídos para a tela de fósforo de alta voltagem (verde). Os elétrons que atingem a tela de fósforo fazem com que o fósforo produza fótons de luz visíveis através das lentes da ocular.

Os intensificadores de imagem convertem baixos níveis de luz fótons em elétrons, amplificam esses elétronss e, em seguida, convertem os elétrons de volta em fótons de luz. Os fótons de uma fonte de pouca luz entram em uma lente objetiva que focaliza uma imagem em um fotocatodo. O fotocátodo libera elétrons através do efeito fotoelétrico à medida que os fótons o atingem. Os elétrons são acelerados através de um potencial de alta tensão em uma placa de microcanal (em inglês microchannel plate ou MCP) . Cada elétron de alta energia que atinge o MCP causa a liberação de muitos elétrons do MCP em um processo chamado emissão em cascata secundária. A placa de microcanal é composta de milhares de minúsculos canais condutores, inclinados em um ângulo fora do normal para estimular mais colisões de elétrons e, assim, aumentar a emissão de elétrons secundários em uma avalanche de elétrons controlada.
Todos os elétrons se movem em linha reta devido à diferença de alta voltagem entre as placas, o que preserva a colimação, e onde um ou dois elétrons entraram, milhares podem emergir. Um diferencial de carga separado (mais baixo) acelera os elétrons secundários do MCP até atingirem uma tela fósforo na outra extremidade do intensificador, que libera um fóton para cada elétron. A imagem na tela de fósforo é focalizada por uma lente ocular. A amplificação ocorre no estágio de placa de microcanal por meio de sua emissão em cascata secundária. O fósforo é geralmente verde porque o olho humano é mais sensível ao verde do que outras cores e porque historicamente o material original usado para produzir telas de fósforo produzia luz verde (daí o apelido dos soldados 'TV verde' para dispositivos de intensificação de imagem).

## Histórico
O desenvolvimento de tubos intensificadores de imagem começou durante o século XX, a partir da década de 30, com desenvolvimento contínuo desde o início. Atualmente classificam-se em quatro gerações desse tipo de equipamento.

### Trabalho pioneiro
A ideia de um tubo de imagem foi proposta pela primeira vez por G. Holst e H. De Boer em 1928, na Holanda , mas as primeiras tentativas de criar um não foram bem sucedidos. Não foi até 1934 que Holst, trabalhando para Philips, criou o primeiro tubo conversor infravermelho de sucesso. Este tubo consistia em um fotocátodo próximo a uma tela fluorescente. Usando uma lente simples, uma imagem foi focada no fotocátodo e uma diferença de potencial de vários milhares de volts foi mantida através do tubo, fazendo com que os elétrons desalojados do fotocátodo por fótons atingissem a tela fluorescente. Isso fez com que a tela se iluminasse com a imagem do objeto focado na tela, mas a imagem não era invertida. Com este tubo tipo conversor de imagem, foi possível visualizar a luz infravermelha em tempo real, pela primeira vez.

### Geração 0: primeiros conversores de imagem eletro-óptica infravermelho
O desenvolvimento continuou nos EUA também durante a década de 1930 e meados da década de 1930, o primeiro intensificador de imagem invertido foi desenvolvido em RCA. Este tubo usou um inversor eletrostático para focar uma imagem de um cátodo esférico em uma tela esférica. (A escolha das esferas foi para reduzir as aberrações fora do eixo.) O desenvolvimento subsequente desta tecnologia levou diretamente aos primeiros intensificadores de imagem da Geração 0 que foram usados pelos militares durante a Segunda Guerra Mundial para permitir visão noturna com iluminação infravermelha para tiro e visão noturna pessoal. O primeiro dispositivo de visão noturna militar foi introduzido pelo exército alemão[carece de fontes?] já em 1939, desenvolvido desde 1935. Os primeiros dispositivos de visão noturna baseados nessas tecnologias foram usados por ambos os lados em Segunda Guerra Mundial.
Ao contrário das tecnologias posteriores, os primeiros dispositivos de visão noturna da geração 0 eram incapazes de amplificar significativamente a luz ambiente disponível e, portanto, para serem úteis, exigiam uma fonte de infravermelho. Esses dispositivos usavam um fotocátodo S1 ou fotocátodo "prata-oxigênio-césio", descoberto em 1930, que tinha uma sensibilidade de cerca de 60 μA/lm (Microampere per Lumen) e um eficiência quântica de cerca de 1% na região ultravioleta e cerca de 0,5% na região do infravermelho. É importante notar que o fotocátodo S1 teve picos de sensibilidade tanto no espectro infravermelho quanto no ultravioleta e com sensibilidade acima de 950 nm foi o único material do fotocátodo que pode ser usado para visualizar luz infravermelha acima de 950 nm.

### Conversores cegos a luz solar
Fotocátodos cegos solares não eram de uso militar direto e não são cobertos por "gerações". Descobertos em 1953 por Taft e Apker , eles eram originalmente feitos de telureto de césio. A característica dos fotocátodos do tipo "cega solar" é uma resposta abaixo de 280 nm no espectro ultravioleta, que está abaixo do comprimento de onda da luz que a atmosfera atravessa do sol.

### Geração 1: amplificação significativa
Com a descoberta de materiais fotocatodo mais eficazes, que aumentaram tanto em sensibilidade quanto em eficiência quântica, tornou-se possível atingir níveis significativos de ganho em relação aos dispositivos da Geração 0. Em 1936, o cátodo S-11 (césio-antimônio) foi descoberto por Gorlich, que proporcionava sensibilidade de aproximadamente 80 μA/lm com eficiência quântica de cerca de 20%; isso incluiu apenas a sensibilidade na região do visível com um comprimento de onda limite de aproximadamente 650 nm.
Não foi até o desenvolvimento dos fotocátodos de antimônio bialcalino (potássio-césio-antimônio e sódio-potássio-antimônio) descobertos por A.H. Sommer e seu posterior fotocátodo multialcalino (sódio-potássio- antimônio-césio) fotocátodo S20 descoberto em 1956 por acidente, que os tubos tinham sensibilidade infravermelha adequada e amplificação do espectro visível para serem úteis militarmente. O fotocátodo S20 tem uma sensibilidade em torno de 150 a 200 μA/lm. A sensibilidade adicional tornou esses tubos utilizáveis com luz limitada, como a luz da lua, enquanto ainda eram adequados para uso com iluminação infravermelha de baixo nível.

### Tubos intensificadores de imagem em cascata (passivos)

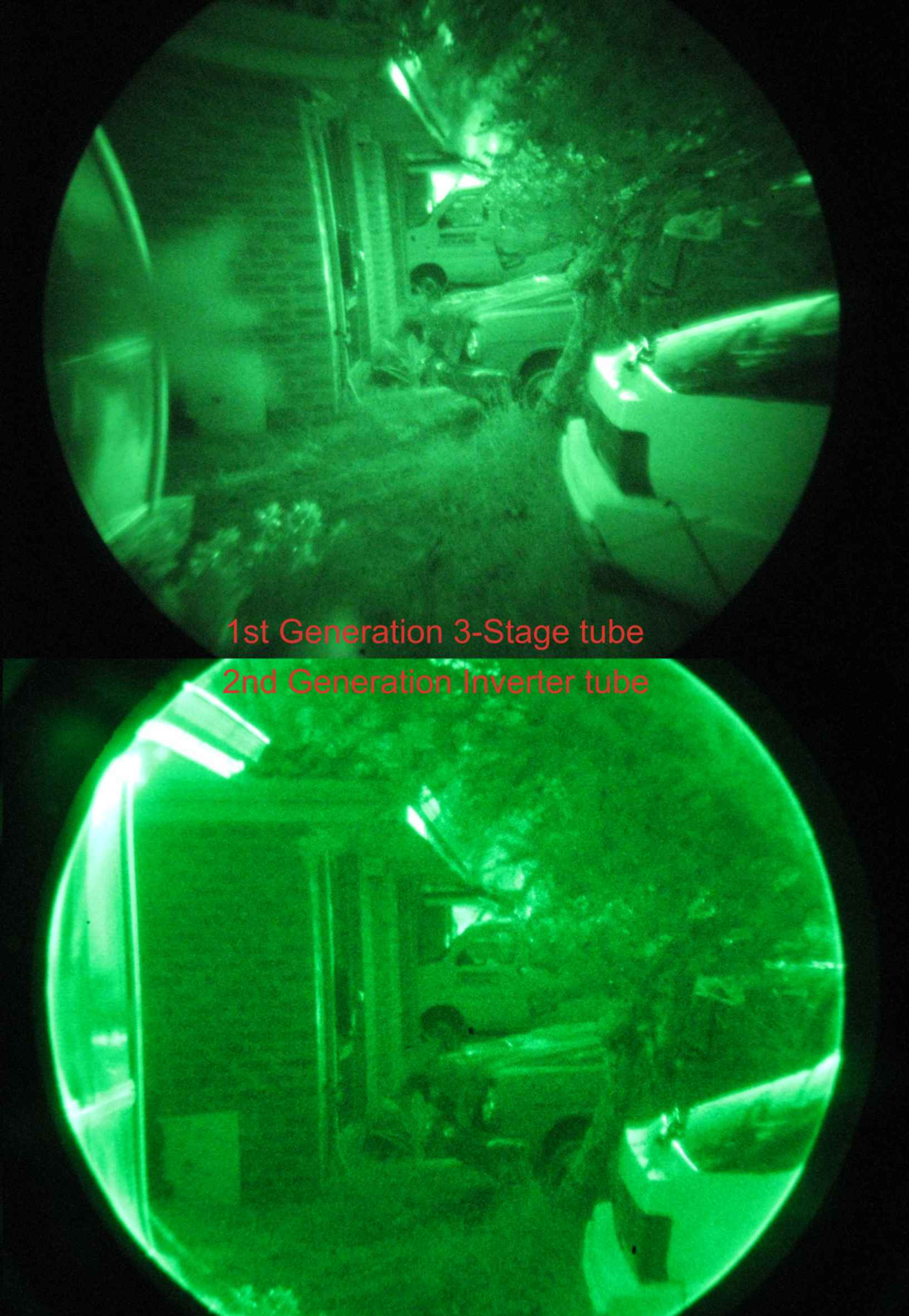
Uma comparação fotográfica entre um tubo cascata de primeira geração e um tubo wafer de segunda geração, ambos usando inversão eletrostática, um fotocátodo de 25mm do mesmo material e a mesma lente F2.2 55mm. O tubo em cascata de primeira geração exibe distorção de almofada de alfinetes, enquanto o tubo de segunda geração tem distorção corrigida. Todos os tubos do tipo inversor, inclusive as versões de terceira geração, sofrem alguma distorção.

Embora originalmente experimentado pelos alemães na Segunda Guerra Mundial, não foi até a década de 1950 que os EUA começaram a realizar os primeiros experimentos usando vários tubos em uma "cascata", acoplando a saída de um tubo inversor à entrada de outro tubo, que permitiu uma maior amplificação da luz do objeto que está sendo visualizado. Esses experimentos funcionaram muito melhor do que o esperado e os dispositivos de visão noturna baseados nesses tubos foram capazes de captar a fraca luz das estrelas e produzir uma imagem utilizável. No entanto, o tamanho desses tubos, com 43 cm de comprimento e 8,9 cm de diâmetro, era grande demais para ser adequado para uso militar. Conhecidos como tubos "em cascata", eles forneceram a capacidade de produzir os primeiros escopos de visão noturna verdadeiramente passivos. Com o advento dos feixes de fibra ótica na década de 1960, foi possível conectar tubos menores, o que permitiu que os primeiros verdadeiros dispositivo de visão noturna da Geração 1 fossem desenvolvidos em 1964. Muitos desses tubos foram usados na mira AN/PVS-2, que foi usada no Vietnã.
Uma alternativa ao tubo em cascata explorada em meados do século XX envolve feedback óptico, com a saída do tubo realimentada na entrada. Este esquema não foi usado em miras de rifle, mas foi usado com sucesso em aplicações de laboratório onde montagens de intensificador de imagem maiores são aceitáveis.

### Geração 2: placa de microcanal
Os intensificadores de imagem de segunda geração utilizam o mesmo fotocátodo multialcalino que os tubos de primeira geração utilizavam, porém utilizando camadas mais espessas dos mesmos materiais, foi desenvolvido o fotocátodo S25, que fornece resposta vermelha estendida e resposta azul reduzida, tornando-o mais adequado para aplicações militares. Tem uma sensibilidade típica de cerca de 230 μA/lm e uma eficiência quântica mais alta do que o material do fotocatodo S20. Oxidação do césio para óxido de césio em versões posteriores melhorou a sensibilidade de forma semelhante aos fotocátodos de terceira geração. A mesma tecnologia que produziu os feixes de fibra ótica que permitiram a criação dos tubos em cascata, permitiu, com uma ligeira alteração na fabricação, a produção de placas de microcanais, ou MCPs. A placa de microcanal é um wafer de vidro fino com um eletrodo nicromo em ambos os lados através do qual uma grande diferença de potencial de até 1.000 volts é aplicada.
A bolacha é fabricada a partir de muitos milhares de fibras de vidro ocas individuais, alinhadas em um ângulo de "viés" em relação ao eixo do tubo. A placa de microcanais se encaixa entre o fotocátodo e a tela. Os elétrons que atingem o lado do "microcanal" à medida que passam por ele eliciam elétrons secundários, que por sua vez eliciam elétrons adicionais à medida que atingem as paredes, amplificando o sinal. Ao usar o MCP com um tubo focado em proximidade, foram possíveis amplificações de até 30.000 vezes com uma única camada de MCP. Ao aumentar o número de camadas de MCP, a amplificação adicional para bem mais de 1.000.000 vezes pode ser alcançada.
A inversão dos dispositivos da Geração 2 foi conseguida de duas maneiras diferentes. O tubo Inverter usa inversão eletrostática, da mesma forma que os tubos de primeira geração, com um MCP incluído. Os tubos de segunda geração focados em proximidade também podem ser invertidos usando um feixe de fibras com uma torção de 180 graus nele.

### Geração 3: alta sensibilidade e resposta de frequência melhorada

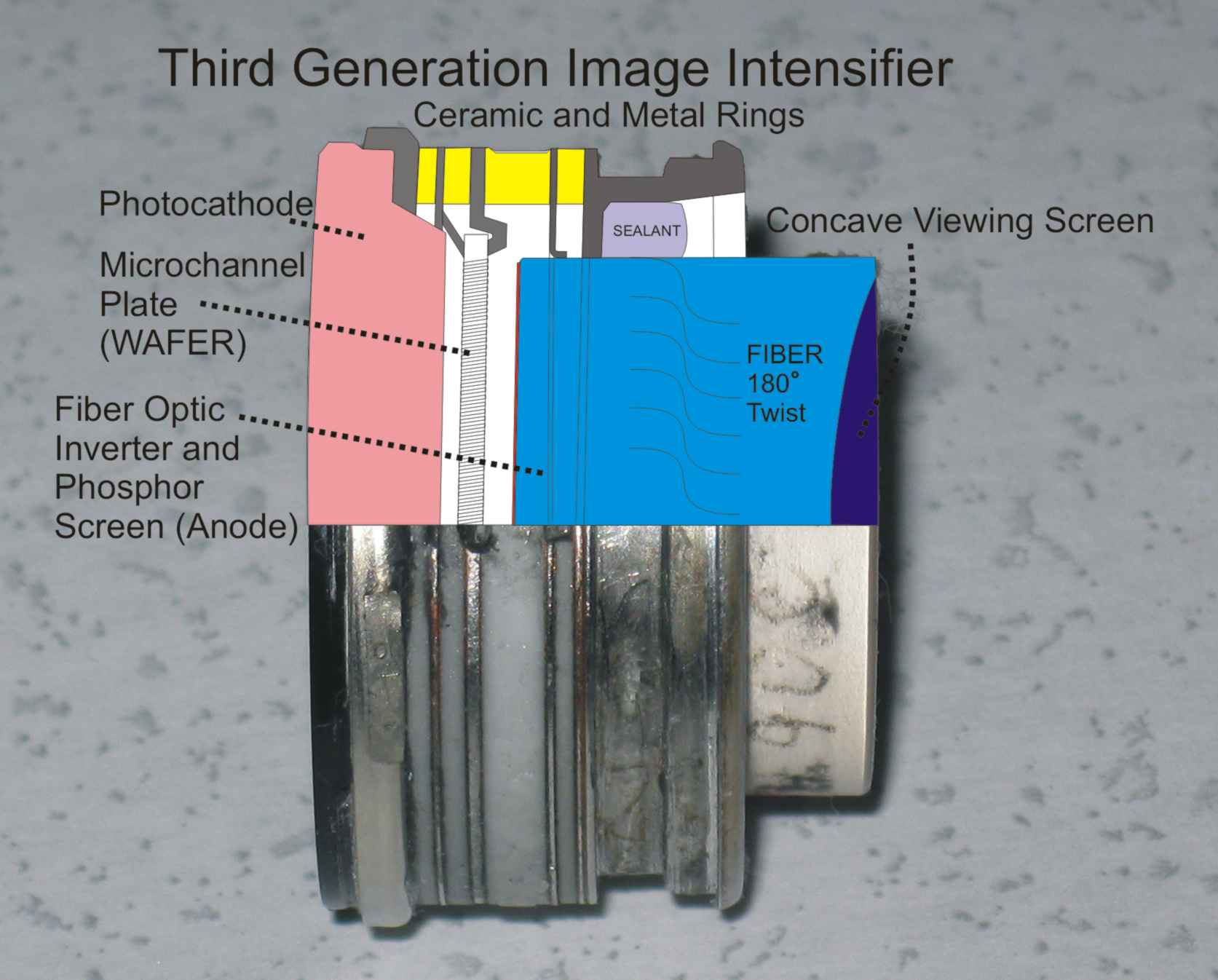
Um tubo intensificador de imagem de terceira geração com detalhes sobrepostos

Enquanto a terceira geração de tubos era fundamentalmente igual à segunda geração, eles possuíam duas diferenças significativas. Em primeiro lugar, eles usaram um fotocátodo de GaAs—CsO—|AlGaAs, que é mais sensível no 800 nm-900 nm alcance do que os fotocátodos de segunda geração. Em segundo lugar, o fotocátodo exibe afinidade de elétrons negativa (NEA), que fornece fotoelétrons que são excitados para um passeio livre para a banda de vácuo como a camada de óxido de césio na borda do fotocátodo causa suficiente flexão suficiente. Isso torna o fotocátodo muito eficiente na criação de fotoelétrons a partir de fótons. O calcanhar de Aquiles dos fotocátodos de terceira geração, no entanto, é que eles são seriamente degradados por envenenamento por íons positivos. Devido às altas tensões de campo eletrostático no tubo e à operação da placa de micro canais, isso levou à falha do fotocátodo em um curto período - apenas 100 horas antes que a sensibilidade do fotocátodo caísse abaixo dos níveis Gen2. Para proteger o fotocátodo de íons positivos e gases produzidos pelo MCP, eles introduziram um filme fino de óxido de alumínio sinterizado ligado ao MCP. A alta sensibilidade deste fotocátodo, superior a 900 μA/lm, permite uma resposta mais eficaz à baixa luminosidade, embora isso tenha sido compensado pelo filme fino, que normalmente bloqueava até 50% dos elétrons.

### Super segunda geração
Embora não seja formalmente reconhecido nas categorias de geração dos EUA, o Super Second Generation ou SuperGen foi desenvolvido em 1989 por Jacques Dupuy e Gerald Wolzak. Esta tecnologia melhorou os fotocátodos tri-alcalinos para mais do que duplicar a sua sensibilidade, ao mesmo tempo que melhorou a placa de microcanais, aumentando a relação de área aberta para 70% e reduzindo o nível de ruído. Isso permitiu que os tubos de segunda geração, de fabricação mais econômica, alcançassem resultados comparáveis aos tubos intensificadores de imagem de terceira geração. Com sensibilidades dos fotocátodos se aproximando de 700 uA/lm e resposta de frequência estendida para 950 nm, essa tecnologia continuou a ser desenvolvida fora dos EUA, principalmente pela Photonis e agora forma a base para a maioria dos equipamentos de visão noturna de última geração fabricados fora dos EUA .

### Geração 4
Em 1998, a empresa norte-americana Litton desenvolveu o tubo de imagem sem filme. Esses tubos foram originalmente feitos para o contrato Omni V e resultaram em um interesse significativo por parte dos militares dos EUA. No entanto, os tubos sofreram muito com a fragilidade durante os testes e, em 2002, o NVESD revogou a designação de quarta geração para tubos sem filme, quando eles simplesmente se tornaram conhecidos como Gen III Filmless. Esses tubos ainda são produzidos para usos especializados, como aviação e operações especiais; no entanto, eles não são usados para fins montados em armas. Para superar os problemas de envenenamento por íons, eles melhoraram as técnicas de depuração durante a fabricação do MCP (a fonte primária de íons positivos em um tubo de wafer) e implementaram o autogating, descobrindo que um período suficiente de autogating faria com que íons positivos fossem ejetados do fotocátodo antes que possam causar envenenamento por fotocatodo.
A tecnologia sem filme da Geração III ainda está em produção e uso hoje, mas oficialmente, não há a Geração 4 de intensificadores de imagem.

### Geração 3 filme fino
Também conhecida como Geração 3 Omni VII e Geração 3+, seguindo os problemas experimentados com a tecnologia da geração IV, a tecnologia Thin Film tornou-se o padrão para a tecnologia de intensificador de imagem atual. Nos intensificadores de imagem de filme fino, a espessura do filme é reduzida de cerca de 30 Angstrom (padrão) para cerca de 10 Angstrom e a tensão do fotocatodo é reduzida. Isso faz com que menos elétrons sejam interrompidos do que com os tubos de terceira geração, proporcionando os benefícios de um tubo filmado.
A tecnologia de película fina da geração 3 é atualmente o padrão para a maioria dos intensificadores de imagem usados pelos militares dos EUA.

### 4G
Em 2014, o fabricante europeu de tubos de imagem PHOTONIS lançou a primeira especificação de desempenho global e aberta; "4G". A especificação tinha quatro requisitos principais que um tubo intensificador de imagem deveria atender.
- Sensibilidade espectral abaixo de 400 nm até acima de 1000 nm
- Uma figura de mérito mínima de FOM1800
- Alta resolução de luz superior a 57 lp/mm
- Tamanho do halo de menos de 0,7 mm

## Terminologia
Existem vários termos comuns usados para tubos intensificadores de imagem.

### Porta (Gating)
Electronic Gating (ou 'gating') é um meio pelo qual um tubo intensificador de imagem pode ser ligado e desligado de forma controlada. Um tubo intensificador de imagem com portão eletrônico funciona como um obturador de câmera, permitindo que as imagens passem quando o "portão" eletrônico estiver ativado. As durações de disparo podem ser muito curtas (nanossegundos ou até picossegundos). Isso torna os tubos intensificadores de imagem com portão candidatos ideais para uso em ambientes de pesquisa onde eventos de duração muito curta devem ser fotografados. Como exemplo, a fim de auxiliar os engenheiros no projeto de câmaras de combustão mais eficientes, tubos de imagem com comporta foram usados para registrar eventos muito rápidos, como a frente de onda da queima de combustível em um motor de combustão interna.
Muitas vezes, o gating é usado para sincronizar os tubos de imagem com eventos cujo início não pode ser controlado ou previsto. Nesse caso, a operação de disparo pode ser sincronizada com o início de um evento usando 'eletrônicos de disparo', por exemplo. geradores de atraso digital de alta velocidade. A eletrônica de disparo permite que um usuário especifique quando o tubo será ligado e desligado em relação ao início de um evento.
Existem muitos exemplos dos usos de tubos de imagem fechados. Devido à combinação das velocidades muito altas nas quais um tubo fechado pode operar e sua capacidade de amplificação de luz, os tubos fechados podem registrar porções específicas de um feixe de luz. É possível capturar apenas a porção de luz "refletida" de um alvo, quando um feixe de luz pulsado é disparado no alvo, controlando os parâmetros de disparo. Dispositivos de Visão Noturna Ativa por Pulsado com Porta (GPANV) são outro exemplo de um aplicativo que usa essa técnica. Os dispositivos GPANV podem permitir que um usuário veja objetos de interesse que estão obscurecidos por vegetação, folhagem e/ou névoa. Esses dispositivos também são úteis para localizar objetos em águas profundas, onde os reflexos de luz de partículas próximas de uma fonte de luz contínua, como um holofote subaquático de alto brilho, obscureceriam a imagem.

### ATG (auto-gating)
O auto-gating é um recurso encontrado em muitos tubos intensificadores de imagem fabricados para fins militares após 2006, embora já exista há algum tempo. Os tubos automáticos comportam o intensificador de imagem para controlar a quantidade de luz que passa pela placa de microcanais. O disparo ocorre em alta frequência e variando o ciclo de trabalho para manter um consumo constante de corrente da placa de microcanal, é possível operar o tubo durante condições mais claras, como luz do dia, sem danificar o tubo ou levar a falhas prematuras. O bloqueio automático de intensificadores de imagem é militarmente valioso, pois permitiu horas operacionais estendidas, proporcionando visão aprimorada durante o crepúsculo, ao mesmo tempo em que fornece melhor suporte para soldados que encontram condições de iluminação em rápida mudança, como aqueles que atacam um prédio.

### Sensibilidade
A sensibilidade de um tubo intensificador de imagem é medida em microamperes por lúmen (μA/lm). Ele define quantos elétrons são produzidos por quantidade de luz que incide no fotocátodo. Essa medição deve ser feita em uma temperatura de cor específica, como "em uma temperatura de cor de 2854 K". A Temperatura de cor na qual este teste é feito tende a variar ligeiramente entre os fabricantes. Medições adicionais em comprimentos de onda específicos geralmente também são especificadas, especialmente para dispositivos Gen2, como 800 nm e 850 nm (infravermelho).
Normalmente, quanto maior o valor, mais sensível é o tubo à luz.

### Resolução
Mais precisamente conhecida como resolução limite, a resolução do tubo é medida em pares de linhas por milímetro ou lp/mm. Esta é uma medida de quantas linhas de intensidade variável (claro a escuro) podem ser resolvidas dentro de um milímetro da área da tela. No entanto, a resolução limite em si é uma medida da Função de Transferência de Modulação. Para a maioria das válvulas, a resolução limite é definida como o ponto em que a função de transferência de modulação se torna três por cento ou menos. Quanto maior o valor, maior a resolução do tubo.
Uma consideração importante, no entanto, é que isso se baseia no tamanho físico da tela em milímetros e não é proporcional ao tamanho da tela. Como tal, um tubo de 18 mm com uma resolução de cerca de 64 lp/mm tem uma resolução geral mais elevada do que um tubo de 8 mm com resolução de 72 lp/mm. A resolução geralmente é medida no centro e na borda da tela e os tubos geralmente vêm com números para ambos. Os tubos de especificação militar ou (em inglês military specification ou milspec) vêm apenas com um critério como "> 64 lp/mm" ou "maior que 64 pares de linha/milímetro".

### Ganho
O ganho de um tubo é normalmente medido usando uma das duas unidades. A unidade (SI) mais comum é cd·m−2·lx−1, ou seja, candelas por metro quadrado por lux. A convenção mais antiga é Fl/Fc (foot-lamberts por foot-candle). Isso cria problemas com medições comparativas de ganho, uma vez que nenhuma é uma razão pura, embora ambas sejam medidas como um valor de intensidade de saída sobre a intensidade de entrada. Isso cria ambiguidade na comercialização de dispositivos de visão noturna, pois a diferença entre as duas medições é efetivamente pi ou aproximadamente 3,142x. Isso significa que um ganho de 10.000 cd/m2/lx é igual a 31,42 Fl/Fc.

### MTBF (tempo médio entre falhas)
Esse valor, expresso em horas, dá uma ideia de quanto tempo um tubo normalmente deve durar. É um ponto de comparação razoavelmente comum, porém leva muitos fatores em consideração. A primeira é que os tubos estão constantemente se degradando. Isso significa que, com o tempo, o tubo produzirá lentamente menos ganho do que quando era novo. Quando o ganho da válvula atinge 50% do seu "novo" nível de ganho, considera-se que a válvula falhou, então principalmente isso reflete este ponto na vida da válvula.
Considerações adicionais para a vida útil do tubo são o ambiente em que o tubo está sendo usado e o nível geral de iluminação presente nesse ambiente, incluindo o luar brilhante e a exposição à iluminação artificial e ao uso durante os períodos de crepúsculo/amanhecer, pois a exposição à luz mais brilhante reduz significativamente a vida de um tubo.
Além disso, um MTBF inclui apenas horas operacionais. Considera-se que ligar ou desligar um tubo não contribui para reduzir a vida útil geral, por isso muitos civis tendem a ligar seus equipamentos de visão noturna apenas quando precisam, para aproveitar ao máximo a vida útil do tubo. Os usuários militares tendem a manter o equipamento ligado por longos períodos de tempo, normalmente, o tempo todo enquanto ele está sendo usado com as baterias sendo a principal preocupação, não a vida útil do tubo.
Exemplos típicos de vida útil do tubo são:
Primeira geração: 1000 horas

Segunda geração: 2.000 a 2.500 horas

Terceira Geração: 10.000 a 15.000 horas.
Muitos tubos recentes de segunda geração de última geração agora têm MTBFs que se aproximam de 15.000 horas operacionais.

### MTF (função de transferência de modulação)
A função de transferência de modulação de um intensificador de imagem é uma medida da amplitude de saída de linhas escuras e claras na tela para um determinado nível de entrada de linhas apresentadas ao fotocátodo em diferentes resoluções. Geralmente é dado como uma porcentagem em uma determinada frequência (espaçamento) de linhas claras e escuras. Por exemplo, se você observar linhas brancas e pretas com um MTF de 99% @ 2 lp/mm, a saída das linhas escuras e claras será 99% tão escura ou clara quanto olhar para uma imagem preta ou branca imagem. Este valor também diminui para um determinado aumento na resolução. No mesmo tubo, se o MTF em 16 e 32 lp/mm fosse 50% e 3%, então em 16 lp/mm o sinal seria apenas metade do claro/escuro das linhas para 2 lp/mm e em 32 lp/ mm, a imagem das linhas seria apenas três por cento tão clara/escuro quanto as linhas eram a 2 lp/mm.
Além disso, como a resolução limite é geralmente definida como o ponto em que o MTF é de três por cento ou menos, essa também seria a resolução máxima do tubo. O MTF é afetado por todas as partes da operação de um tubo intensificador de imagem e em um sistema completo também é afetado pela qualidade da ótica envolvida. Os fatores que afetam o MTF incluem a transição através de qualquer placa de fibra ou vidro, na tela e no fotocátodo e também através do tubo e da própria placa de microcanal. Quanto maior o MTF em uma determinada resolução, melhor.